# Aviano
Aviano is een gemeente in de Italiaanse provincie Pordenone (regio Friuli-Venezia Giulia) en telt 8747 inwoners (31-12-2004). De oppervlakte bedraagt 113,4 km², de bevolkingsdichtheid is 73 inwoners per km².
De volgende frazioni maken deel uit van de gemeente: Costa, Giais, Marsure, Piancavallo.

## Demografie
Aviano telt ongeveer 3742 huishoudens. Het aantal inwoners steeg in de periode 1991-2001 met 1,7% volgens cijfers uit de tienjaarlijkse volkstellingen van ISTAT.
| Jaar | Inwoneraantal |
| ---- | ------------- |
| 1991 | 8086          |
| 2001 | 8225          |

## Geografie
Aviano grenst aan de volgende gemeenten: Barcis, Budoia, Fontanafredda, Montereale Valcellina, Roveredo in Piano, San Quirino, Tambre (BL).

## Geboren
- Marcus van Aviano (1631-1699), zalige

## Overleden
- David Sassoli (1956-2022), journalist en politicus, voorzitter van het Europees Parlement